# Centrale électrique thermique de Guacolda
La centrale électrique thermique de Guacolda (en espagnol Central termoeléctrica Guacolda) est une centrale fonctionnant au charbon, située au Chili. Elle est située sur une langue de terre, près de la ville de Huasco, région d'Atacama. La centrale est détenue par Empresa Eléctrica Guacolda S.A. (EEG) et est également exploitée par EEG,.
Guacolda joue un rôle essentiel dans la partie nord de l’interconnexion chilienne Sistema Interconectado Central (SIC), étant donné que la plupart des autres centrales, et en particulier les centrales hydroélectriques, sont situées dans la partie sud du SIC,.

## Données
Avec une puissance installée initialement de 608 MW, portée à 760 MW, elle occupe le deuxième rang des centrales au charbon les plus puissantes du Chili. La production annuelle a été de 2,076 milliards de kWh en 2001 et de 3,207 milliards de kWh en 2009. En 2011, 4,695 milliards de kWh ont été produits, soit 10,2% de l’électricité produite dans le SIC.

## Unités de centrales
La centrale se compose actuellement de quatre unités. Un autre bloc est en cours de construction et devrait entrer en service en septembre 2015. Le tableau suivant donne un aperçu :
| Bloc | Puissance maximale (MW)   | Début de l’exploitation | Turbine | Générateur | Chaudières à vapeur |
| ---- | ------------------------- | ----------------------- | ------- | ---------- | ------------------- |
| 1    | 152 et 150 respectivement | 1er novembre 1995       | MHI     | MEC        | MHI                 |
| 2    | 152 et 150 respectivement | 22 août 1996            | MHI     | MEC        | MHI                 |
| 3    | 152                       | 30 juillet 2009         | MHI     | MEC        | MHI                 |
| 4    | 152                       | 06 octobre 2010         | MHI     | MEC        | MHI                 |
| 5    | 152 et 154                | 12 novembre 2015        | MHI     | MEC        | MHI                 |

Le coût du bloc 3 était de 250 millions de dollars
</references>, celui du bloc 4 de 320 M$ et celui du bloc 5 de 235 M$.

## Combustible
EEG utilise comme combustible, outre le charbon, le coke de pétrole fourni par les raffineries du Texas. Pour le charbon, EEG s’approvisionne auprès de fournisseurs au Chili, en Colombie et aux États-Unis. Le charbon est livré dans le port situé juste à côté de la centrale.

## Propriétaire
L’exploitant de la centrale, Empresa Eléctrica Guacolda S.A. (EEG), est détenu à 50% par AES Gener S.A. (AES), 25% appartenant à Empresas Copec S.A. et Inversiones Ultraterra Ltda. En mars 2014, AES a acquis les parts restantes pour 728 millions de dollars, mais a transmis les 50% (moins une action) dans Global Infrastructure Partners,.

## Autres
Le chiffre d'affaires d’EEG est passé de 352,61 à 537,38 millions de dollars entre 2009 et 2011, et son bénéfice est passé de 56 à 62 millions de dollars au cours de la même période.
Andritz AG fournit des installations d’épuration des gaz de fumée, des usines de dessalement et une installation de dénitrification d’une valeur de 150 millions d’euros. Les installations devraient être mises en place d’ici fin 2015 pour une mise en service début 2016.
De la centrale, une ligne de 220 kV de 34 km mène à la sous-station de Maintencillo, qui est la liaison avec le réseau SIC.